# Джейн Фостер (Кіновсесвіт Marvel)
Джейн Фостер (англ. Jane Foster) — вигадана персонажка у франшизі фільмів і телесеріалів «Кіновсесвіт Marvel» (КВМ), втілена Наталі Портман. Образ заснований на однойменному персонажі з коміксів Marvel Comics, створеному Стеном Лі, Ларрі Лібером та Джеком Кірбі.
Фостер з’являється у фільмах «Тор» (2011), «Тор 2: Царство темряви» (2013) та «Тор: Любов і грім» (2022), де вона бере на себе мантію Могутньої Тор. Альтернативні версії героїні зображені у фільмі «Месники: Завершення» (2019) та в анімаційному серіалі «А що як...?» (2021).

## Створення
Джейн Фостер вперше з'явилася в коміксі Journey into Mystery № 84 (вересень 1962 року) і була створена сценаристом Стеном Лі, сценаристом Ларрі Лібером і художником Джеком Кірбі. У своїх перших двох виступах вона називалася «Джейн Нельсон», а потім з'являлася як кохана доктора Дональда Блейка, таємної особистості норвезького бога-супергероя Тора, майже в кожному випуску до № 136 (січень 1967 року) серії, яка на той час була перейменована на Thor.
Наталі Портман була обрана на роль Фостер у липні 2009 року. На запитання, чому вона погодилася на роль у фільмі «Тор», Портман відповіла: «Я просто подумала, що це дивна ідея, тому що режисером є Кеннет Брана, тож я сказала собі: “Кеннет Брана знімає фільм про Тора... це дуже дивно. Я мушу це зробити!”».13 жовтня 2011 року Marvel підтвердила, що Портман повернеться, щоб зіграти в фільмі «Тор 2: Царство темряви». Її роль у фільмі «Тор: Любов і грім» була підтверджена в липні 2019 року, а також сюжетна лінія, в якій вона стає новою Тор.

## Кіновсесвіт Marvel

### «Тор» (2011)
Дебют Джейн Фостер у кіновсесвіті Marvel відбувся у стрічці «Тор» (2011), де вона постає як астрофізикиня, залучена до дослідження аномальних космічних явищ, які виводять її на контакт з богом-громовержцем Тором.

### «Тор 2: Царство темряви» (2013)
У другому фільмі, «Царство темряви», вона стає ключовою фігурою в подіях, пов’язаних із темною матерією, однак її роль у сюжеті часто зводиться до пасивної «діви в біді».

### «Месники: Завершення» (2019)
Альтернативна версія персонажа з’являється у «Месниках: Завершення», сцени з якою базуються на подіях «Царства темряви».

### «А що як...?» (2021)
Ще одна варіація Джейн зображена в епізоді «А що як... Тор був би єдиною дитиною?» в однойменному анімаційному серіалі, де голос героїні знову належить Портман.

### «Тор: Любов і грім» (2022)
У фільмі «Тор: Любов і грім» персонаж знову з’являється — цього разу в новій якості: під час боротьби з раком вона стає гідною Мйольніра та стає Могутньою Тор.

## Сприйняття
Попри те що гру Наталі Портман здебільшого хвалили з моменту її першої появи, сприйняття самої героїні було змішаним, особливо в перших двох фільмах. Критики часто відзначали слабку проробку персонажа та поверхневий роман з Тором. Річард Кайперс із Variety позитивно оцінив гру Портман у першому фільмі, але розкритикував недостатню глибину її ролі, зазначивши, що стосунки Джейн і Тора залишаються поверхневими через брак змістовного діалогу. Пітер Треверс із Rolling Stone описав Портман як таку, що «виграшно» втілює Джейн у другій стрічці, а Пітер Бредшоу з The Guardian підкреслив її сміливість і жвавість. Водночас Деббопрія Дутта з /Film назвала персонаж «зведеним до ролі жертви» та зауважила, що попри її наукові досягнення, Фостер у фільмах часто показували як пасивну героїню. Подібну думку висловила й Валері Комплекс із Deadline Hollywood, яка також зазначила, що до «Любові і грому» Джейн залишалась недоопрацьованою фігурою.
Після виходу «Тор: Любов і грім» персонаж Фостер отримав переосмислення, яке значною мірою схвально зустріли критики й глядачі. Наталі Портман хвалили за відданість ролі, нову драматичну глибину та харизму. Купер Гуд зі Screen Rant назвав її повернення одним із найбільш вдалих елементів фільму. За словами Пола Чі з Vanity Fair, поява Портман у ролі Могутньої Тор викликала справжній ажіотаж у соціальних мережах. Комплекс від Deadline підкреслила, що акторка отримала повноцінну сюжетну арку, чого їй бракувало у попередніх стрічках, і що цього разу вона блискуче впоралась як з драмою, так і з бойовими сценами. Нік Аллен з RogerEbert.com назвав її повернення «радісним», тоді як Тодд Ґілкріст із The A.V. Club високо оцінив і бойові сцени з її участю, і гумор, що супроводжував розвиток її героїчного образу. Дутта зазначила, що стрічка вдало реалізує історію кохання між Джейн і Тором та надає достойне завершення її сюжетній лінії. Лейсі Боґер з Den of Geek написала, що Джейн Фостер нарешті отримала історію, на яку заслуговувала впродовж десятиліття, і підсумувала, що вона пройшла випробування та стала справжньою героїнею.

### Нагороди
| Рік  | Назва                    | Нагорода                     | Категорія                                  | Одержувач      | Результат | Примітки |
| ---- | ------------------------ | ---------------------------- | ------------------------------------------ | -------------- | --------- | -------- |
| 2012 | «Тор»                    | Jupiter Award                | Найкраща міжнародна акторка                | Наталі Портман | Номінація | [ 20 ]   |
| 2014 | «Тор 2: Царство темряви» | Teen Choice Awards           | Кіноакторка: Наукова фантастика/Фентезі    | Наталі Портман | Номінація | [ 21 ]   |
| 2023 | «Тор: Любов і грім»      | Kids' Choice Awards          | Найулюбленіша кіноакторка                  | Наталі Портман | Номінація | [ 22 ]   |
| 2023 | «Тор: Любов і грім»      | Critics' Choice Super Awards | Найкраща акторка в супергеройському фільмі | Наталі Портман | Номінація | [ 23 ]   |